# Günther Jakobs (Illustrator)
Günther Jakobs (* 1978 in Bad Neuenahr-Ahrweiler) ist ein deutscher Illustrator und Autor von Kinder- und Jugendbüchern.

## Leben
Günther Jakobs studierte Illustration im Fachbereich Design der Fachhochschule Münster und schloss ein Zweitstudium an der Universität Münster im Fach Philosophie als Magister artium ab.
Seit 2004 arbeitet er als Illustrator und Autor und hat zahlreiche Bilder- und Kinderbücher veröffentlicht.
Er unterrichtete von 2007 bis 2011 an der Fachhochschule Münster im Fach Illustration.
Seine Bücher erschienen bereits in vielen Ländern.
Seit 2011 illustriert er die neuen Urmel-Bücher von Max Kruse beim Thienemann Verlag. Seit 2019 illustriert er die Kinderbuchreihe um den Hasen Hibiskus, deren einzelnen Bände in verschiedene Sprachen übersetzt wurden.
Neben erzählenden Bilderbüchern hat Günther Jakobs mehrere historische Kinder- und Jugendsachbücher illustriert.
Er lebt mit seiner Frau und seinen drei Kindern in Münster.
Sein Atelier befindet sich am Alten Güterbahnhof (Ateliers Hafenstraße).

## Werke (Auswahl)
- Wann ist endlich Frieden? Antworten auf Kinderfragen zu Krieg, Gewalt, Flucht und Versöhnung. (Kinderbuch), Elisabeth Raffauf. Fischer Sauerländer Verlag, Frankfurt am Main 2023.
- Schnabbeldiplapp. (Bilderbuch), Carlsen Verlag, Hamburg 2017
- Ein Zaun, ein Schaf, ein kleiner Junge und ein großes Problem. (Bilderbuch), Yael Biran, aus dem Englischen übersetzt von Salah Naoura, Gabriel Verlag, Stuttgart 2015.
- Urmel such den Schatz (Bilderbuch), Max Kruse. Thienemann Verlag, Stuttgart 2015.
- Urmel fliegt zum Mond. (Bilderbuch), Max Kruse. Thienemann Verlag, Stuttgart  2014.
- Alle Tage wieder. (Bilderbuch), Andreas König. Thienemann Verlag, Stuttgart 2014.
- Nils Holgersson (Coppenraths Kinderklassiker), Selma Lagerlöf. Coppenrath 2014.
- Das Oster-ABC. (Bilderbuch), James Krüss. Gabriel Verlag, Stuttgart 2014.
- Clara, der Mond und ein neues Zuhause. (Bilderbuch), Christa Kempter. Verlag Sauerländer, Frankfurt 2014.
- Urmel saust durch die Zeit. (Kinderbuch), Max Kruse. Thienemann Verlag, Stuttgart 2013.
- Weihnachtslied vom Eselchen. (Bilderbuch), James Krüss. Gabriel Verlag, Stuttgart 2013.
- Urmel und die Schweinefee. (Bilderbuch), Max Kruse. Thienemann Verlag, Stuttgart 2013.
- Die Rentierrennerei. (Bilderbuch), Günther Jakobs. Carlsen Verlag, Hamburg 2013.
- Hermeline auf Hexenreise. (Bilderbuch), Katja Reider. Verlag Sauerländer, Frankfurt 2013.
- Schmatz und Schmuh. (Bilderbuch), Susanne Lütje. Verlagsgruppe Oetinger, Hamburg 2013.
- Heldenmut und Götterwut, Die schönsten Sagen. (Anthologie), Angelika Lukesch. Esslinger Verlag, Stuttgart 2012.
- Das Sonnenblumenschwert. (Bilderbuch), Mark Sperring. Gabriel Verlag, Stuttgart 2012.
- Die Hasensucherei. (Bilderbuch), Günther Jakobs. Carlsen Verlag, Hamburg 2012.
- Wenn die Maus Geburtstag hat. (Bilderbuch), Paul Maar. Verlagsgruppe Oetinger, Hamburg 2011.
- Die Eiersucherei, Auwei, wo ist das Ei? (Bilderbuch). Günther Jakobs. Carlsen Verlag, Hamburg 2011.
- Urmel schlüpft aus dem Ei. (Bilderbuch), Max Kruse. Thienemann Verlag, Stuttgart 2011.
- Wer brüllt denn da? (Bilderbuch), Anna Taube. Coppenrath Verlag, Münster 2011.
- ABC, ABC, Arche Noah sticht in See. (Bilderbuch), James Krüss. Gabriel Verlag, Stuttgart 2010.
- Willkommen in der Bücherei! (Bilderbuch), Christa Holtei. Thienemann Verlag, Stuttgart 2010.
- Es war einmal... Die schönsten Märchenklassiker. (Anthologie). Esslinger Verlag, Stuttgart 2009.
- Robbi, Tobbi und das Fliewatüüt. (Kinderbuch), Boy Lornsen. Thienemann Verlag, Stuttgart 2009.
- Ein Tag bei den Römern. (Kindersachbuch), Christa Holtei. Verlag Sauerländer, Düsseldorf 2009.
- Du bist ein echtes Wundertier. (Bilderbuch), Jeanette Randerath. Thienemann Verlag, Stuttgart 2008.
- Lachen ist die beste Medizin. (Bilderbuch), Uli Geißler. Loewe Verlag, Bindlach 2006.
- Typisch! – Kleine Geschichten für andere Zeiten. (Geschichtensammlung). Andere Zeiten, Hamburg 2005.
- Karolus Magnus, Karl der Große und seine Zeit. (Sachbuch), Günther Jakobs. Einhard Verlag, Aachen 2004.